# رولاند کخ
رولاند کُخ (به آلمانی: Roland Koch) (زادهٔ ۲۸ اکتبر ۱۹۵۲) بازیکن پیشین و مربی حرفه‌ای فوتبال است. کخ در فصل ۸۲–۱۳۸۱ سرمربی‌گری تیم فوتبال باشگاه استقلال تهران را در دومین دوره لیگ برتر فوتبال ایران (جام خلیج فارس) بر عهده داشت.

## زندگی ورزشی
رولند کخ در دوران بازیکنی در تیم‌های اس‌وی مپن و بی‌سی برنرات بازی می‌کرد. پس از پایان دوران بازیکنی از سال ۱۹۸۱ در کلن کار مربی‌گری را از رده آماتور آغاز کرد. در فصل ۸۷–۱۹۸۶ دستیار کریستوف دام شد. او چندین دوره و در تیم‌های مختلف دستیار کریستوف دام بوده است. نخستین تجربه سرمربی‌گری رولند کخ در فصل ۰۳–۲۰۰۲ (۸۲–۱۳۸۱) در ایران و تیم فوتبال باشگاه استقلال تهران رقم خورد که تجربه موفقی نبود و استقلال در پایان فصل در جایگاه نهم جدول رده‌بندی قرار گرفت. از آن پس او به سمت دستیاری بازگشت و راساً هدایت تیمی را برعهده نداشت.
کخ پس از عدم موفقیت در استقلال و برکناری از سمت سرمربی‌گری این باشگاه، فصل ۰۴–۲۰۰۳ دستیار کریستوف دام در فنرباغچه ترکیه بود.

## حضور در استقلال
کخ در تاریخ پنجم مرداد ۱۳۸۱ با حضور در مراسم معارفه باشگاه استقلال تهران رسماً به عنوان سرمربی این تیم معرفی شد و به سوالات خبرنگاران پاسخ داد 
کخ در ابتدای کار در استقلال این تیم را قهرمان جام اتحادیه کرد  استقلال در این بازیها پس از شکست دادن ابومسلم مشهد و همای تهران در فینال به مصاف فولاد خوزستان رفت و با نتیجه یک بر صفر به پیروزی رسید و این تورنمنت داخلی را فتح کرد
کخ با استقلال نتایج جالبی در لیگ برتر و لیگ قهرمانان آسیا نگرفت و در جام حذفی نیز در برابر سپاهان اصفهان مغلوب و از دور بازیها کنار رفت
استقلال با هدایت کخ در هجدهمین بازی خود در لیگ به مصاف برق شیراز رفت و با حساب دو بر یک مغلوب شد بعد از این بازی مدیریت باشگاه استقلال رولاند کخ را از تیم کنار گذاشت و جواد زرینچه را به عنوان مربی موقت به جای او انتخاب کرد

## تفکیک عملکرد کخ در استقلال
| رولاند کخ         |      |     |       |      |     |     |       |        |
| عنوان             | بازی | برد | مساوی | باخت | گ.ز | گ.خ | تفاضل | امتیاز |
| لیگ برتر          | ۱۸   | ۷   | ۷     | ۴    | ۲۴  | ۱۸  | ۶     | ۲۸     |
| جام حذفی          | ۳    | ۲   | ۰     | ۱    | ۴   | ۴   | ۰     | ۶      |
| لیگ قهرمانان آسیا | ۷    | ۴   | ۰     | ۳    | ۱۰  | ۹   | ۱     | ۱۲     |
| جمع               | ۲۸   | ۱۳  | ۷     | ۸    | ۳۸  | ۳۱  | ۷     | ۴۶     |